# Paracorymbia
Марунка (Paracorymbia Miroshnikov, 1998) — рід жуків з родини Скрипунових.
В Україні поширено 4 види:
1. Марунка жовта (Paracorymbia fulva (Degeer, 1775)
2. Марунка чотирипляма (Paracorymbia tesserula (Charpentier, 1825) (= Brachyleptura tesserula Charpentier, 1825)
3. Марунка плямовуса (Paracorymbia maculicornis (Degeer, 1775) (= Brachyleptura maculicornis)
4. Марунка бліднувата (Paracorymbia tonsa (J. et Daniel, 1891)